# Bioconcentratiefactor
De bioconcentratiefactor (BCF) van een chemische stof is een maat voor het vermogen van deze stof om zich vanuit het leefmilieu op te stapelen in het lichaam van organismen (bioaccumulatie of bioconcentratie).
Het is de verhouding van de concentratie van de stof in een (water)organisme en de concentratie van die stof in het water (in de evenwichtstoestand). De BCF moet experimenteel worden vastgesteld, en zal verschillen naargelang het soort organisme (vis, schaaldier, alg...).
De voorgestelde Europese reglementering inzake de registratie, evaluatie en autorisatie van chemische stoffen (REACH) deelt een stof in als "bioaccumuleerbaar" wanneer de BCF ervan (gemeten op waterorganismen) groter is dan 2000, en als "sterk bioaccumuleerbaar" als de BCF groter is dan 5000. 
Een voorbeeld van een sterk bioaccumuleerbare stof is tributyltinhydride, gebruikt in aangroeiwerende verf voor schepen. Hiervoor zijn bioconcentratiefactoren gevonden tot 60.000 (in mosselen), 11.000 (zoutwatervissen) en 12.000 (algen).
Ook voor gewassen, zoals groenten, worden bioconcentratiefactoren gehanteerd; dit is dan de verhouding van de concentratie van de verontreinigende stof in de plant en in de bodem. De kenmerken van de bodem hebben hier ook een invloed op; de BCF varieert naargelang de aard van de bodem.